# Труганини
Труганини (англ. Trugannini; ок. 1812, Бруни, Тасмания — 8 мая 1876, Хобарт, Тасмания), часто упоминается как Тругернаннер — женщина, которая обычно считается последней чистокровной представительницей аборигенов Тасмании.
Есть целый ряд других транскрипций её имени. Труганини также широко известна под прозвищем Лалла Рук (Lalla(h) Rookh).

## Ранняя жизнь
Tруганини родилась около 1812 года на острове Бруни, к югу от тасманской столицы Хобарт, отделённого от Тасмании проливом Д’Антркасто. Она была дочерью Манганы, вождя людей острова Бруни. Её имя на её родном языке означало название Лебеды пепельной (Atriplex cinerea). До достижения ею 18 лет её мать была убита китобоями, её первый жених погиб, спасая её от похищения, а в 1828 году две её сестры, Лоухенунху и Маггерледе, были похищены и доставлены на остров Кенгуру к югу от Австралии, где проданы в рабство. Труганини вышла замуж за Вурради, но он умер, когда ей было только 20 лет.
Когда вице-губернатор Джордж Артур прибыл в Тасманию в 1824 году, он реализовал два вида политики для борьбы с растущим конфликтом между поселенцами и аборигенами. Во-первых, за захват аборигенов, детей и взрослых, выдавались награды, во-вторых, была предпринята попытка установить дружеские отношения с аборигенами, чтобы заманить их в лагеря. Эта кампания началась на острове Бруни — там, где было меньше воинов, чем в других частях Тасмании.
Заявленной целью этих мероприятий была изоляция, чтобы сохранить аборигенов, но многие их группы умерли от гриппа и других заболеваний. Труганини также помогла английскому охотнику Робинсону создать поселение для аборигенов с материка в Порт-Филиппе в 1838 году. В течение последующих двух лет жизни в районе Мельбурна Труганини влилась в банду преступников во главе с Таннерминнервейтом, которые сначала грабили поселенцев в районе Данденонг, после отправились к Басс-Ривер, а затем к мысу Патерсон. Там члены их группы убили двух китобоев в хижине Ватсонс и затем расстреляли и ранили других поселенцев в районе. Последовала долгая погоня, после которой лица, виновные в убийствах, были захвачены в плен, отданы под суд и затем повешены в Мельбурне. Труганини во время преследования получила огнестрельное ранение в голову, которое лечил доктор Хью Андерсон из Басс-Ривер. После этого она и её группа были отданы под суд в Мельбурне, по приговору которого она была отправлена на остров Флиндерс. В 1856 году несколько выживших аборигенов Тасмании на острове Флиндерс, в том числе Труганини, были перевезены на поселение в Ойстер-Ков, к югу от Хобарта.

## Последние годы
Согласно сообщению в The Times, в дальнейшем она вышла замуж за тасманийца, известного как «король Билли», который умер в марте 1871 года. В 1873 году Труганини осталась последней живой из группы Ойстер-Ков и снова переехала в Хобарт. Она умерла три года спустя и просила, чтобы её прах был рассеян над проливом Д’Антркасто, но она была похоронена на бывшей женской фабрике в Каскаде, пригороде Хобарта. Через два года её скелет был извлечён Королевским обществом Тасмании, а затем помещён в музей. Только в апреле 1976 года, когда приближалось столетие со дня её смерти, останки Труганини были, наконец, кремированы и прах рассеян в том месте, где она того хотела.
Труганини считается последним чистокровным тасманийцем, говорившим на родном языке. Фанни Кокрейн Смит, которая говорила на одном из тасманийских языков, пережила её, но была смешанного происхождения. Она дожила до XX века и записала песни на своём родном языке.
В 1997 году Королевский мемориальный музей Альберта в Эксетере, Англия вернул ожерелье Труганини и её браслет в Тасманию. В 2002 году несколько кусков её кожи и волос были найдены в коллекции Английского королевского хирургического колледжа и были возвращены в Тасманию для погребения.